# Motocicleta de cross

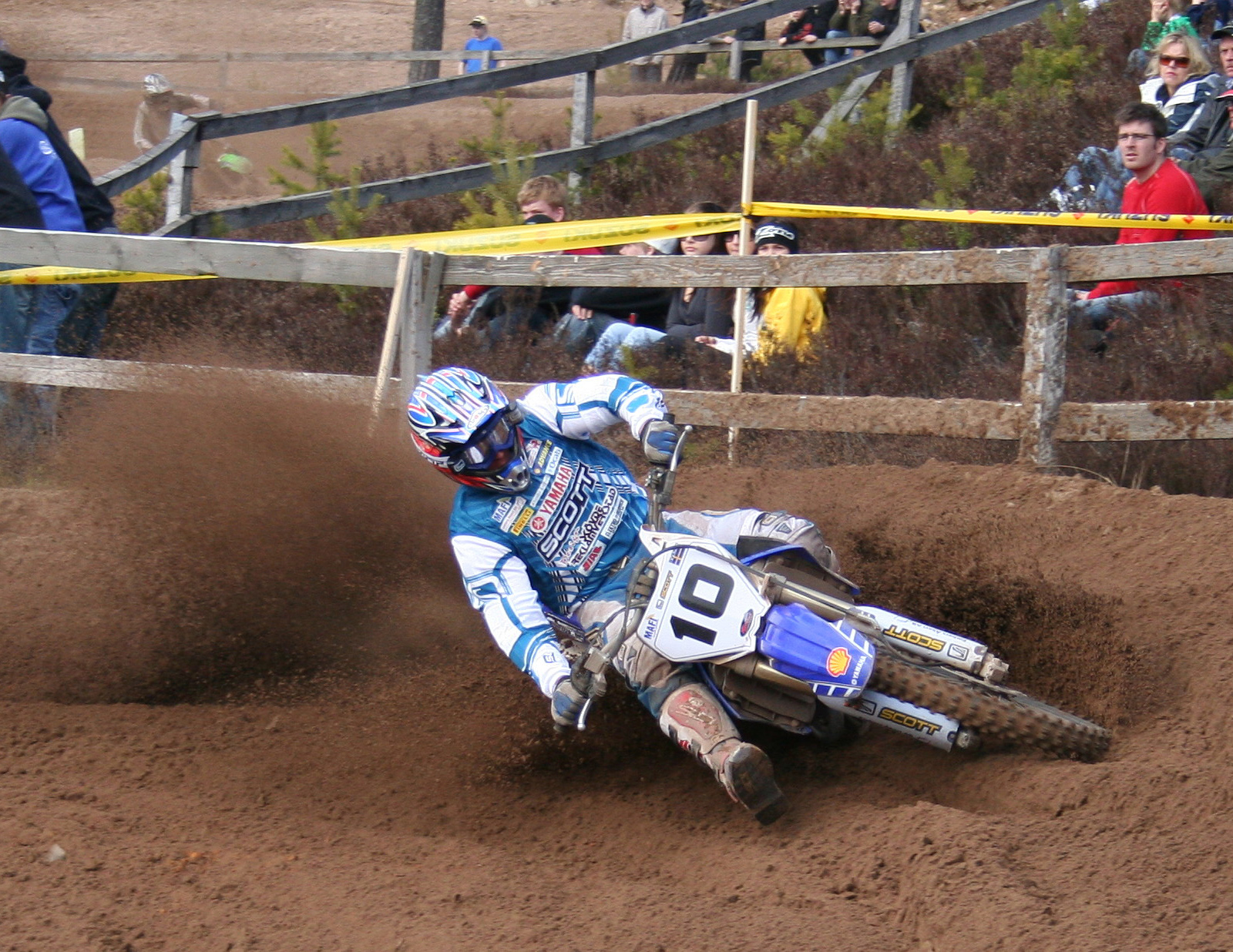
Jonas Edberg Hökensås en un circuito de motocross en Suecia.

Una motocicleta de cross es una motocicleta de competición diseñada para grandes saltos y terrenos áridos difíciles de recorrer. Estas motocicletas tienen las suspensiones con más recorrido que otro tipo de motocicletas para tener mayor suavidad en los saltos y mejor estabilidad en los terrenos difíciles(tierra,barro,etc). 
Este tipo de motocicleta debido a su propósito competitivo, poseen un motor muy potente de 2T o 4T tiempos, las primeras motocicletas de cross eran 2T en la mayoría de sus cilindradas enfriado por aire, con el tiempo y las mejoras de diseño empezaron a surgir a finales de los ochenta y principios de los noventa los motores enfriados por líquido. Los motores de 2T a excepción de los motores pequeños, fueron utilizados hasta finales de los noventa al surgir un nuevo y mejorado motor de 4T de competición que cumplía con los requerimientos ambientales y potencia necesaria para este tipo de deportes. Con este tipo de motores se aplica toda la potencia para sacarle la mayor aceleración posible, ya que no hace falta que tengan mucha velocidad. Se fabrican desde los 49cc hasta los 450cc. Son motocicletas que no están homologadas para circular por las calles ya que la mayoría de sus componentes y diseño no cumplen con las normas civiles para poder circular, no poseen matrícula por ser un vehículo utilizado completamente en lugares cerrados o complejos deportivos.
No obstante, algunas empresas fabrican modelos homologados cumpliendo las normativas que regulan los vehículos para poder ser usados en las calles o a campo traviesa, con la intención de brindarle una alternativa de motocicleta a quienes vivan en zonas difíciles, o por caminos donde un quad no podría pasar. También para cruzar terrenos áridos en la cual sus ruedas con tacos le ayudan adherirse al suelo y brindarle una mejor tracción al acelerar. 
Estas motocicletas son un reto de la ingeniería y un icono de los deportes de 2 ruedas por su excelente manejo, eficiencia y capacidad.